# 茈碧湖镇
茈碧湖镇，原称玉湖镇，位于中国云南省大理州洱源县中部，为县政府驻地，因境内高原湖泊茈碧湖而得名，南距州府大理市下关镇73公里，东与滇藏公路和三营镇相连，南与右所镇、凤羽镇接壤，西与乔后镇相连，北邻剑川县沙溪镇。是全县政治、经济、文化中心。总面积290.334平方公里，总人口5.63万人。

## 历史沿革
1950年成立洱源县第一区。1951年至1953年全镇分属第一区的一至五乡，1954年至1955年为第一区的玉湖、九台、丰源、永强、云胜乡五乡所管辖。1956年至1958年9月，设玉湖镇、永丰乡、茈碧乡，1958年10月三乡合并，成立茈碧人民公社，1961年又一分为三，成立玉湖、城南、茈碧三个公社。1963年公社合并成立茈碧区。1973年分为城关和茈碧两个公社。1984年又更名为城关区和茈碧乡。1987年改设玉湖镇和茈碧乡。2005年12月，茈碧乡撤销并入玉湖镇，并将三营镇永联村委会划归玉湖镇，玉湖镇更名为茈碧湖镇。

## 行政区划
现茈碧湖镇下辖玉湖、九台、鹅墩、丰源、文强、中炼、巡检、碧云、果胜、松鹤、哨横、大庄、永兴、永联、海口共15个村委会，90个自然村。

## 人口民族
根据2010年11月，洱源县第六次全国人口普查主要数据显示，全镇总人口为5.63万人。

## 经济
经济以农牧业为主，近几年旅游业发展迅速，主要旅游景点有茈碧湖，大理地热国等。